# Carmen Walther
Carmen Walther (* 1958) ist eine Hamburger Politikerin der Sozialdemokratischen Partei Deutschlands (SPD) und ehemaliges Mitglied der Hamburgischen Bürgerschaft.
Die studierte Diplom-Sozialpädagogin arbeitete als Unternehmerin.
Sie war Mitglied der Hamburgischen Bürgerschaft in der 16. Wahlperiode von 1997 bis 2001. Für ihre Fraktion saß sie im Ausschuss für Arbeit, Soziales und Ausländer sowie im Eingabenausschuss.